# Kurt Looby
Kurt Looby (ur. 17 lutego 1984 w Saint John’s) – antiguański koszykarz, występujący na pozycji środkowego, aktualnie zawodnik francuskiego Jean D'Arc Vichy Clermont Metropole.
4 października 2015 podpisał umowę z klubem Anwilu Włocławek. 21 października został zwolniony na mocy odpowiedniej klauzuli umożliwiającej przedterminowe zakończenie kontraktu, z powodu kontuzji odniesionej wcześniej w spotkaniu z zespołem BM Slam Stali Ostrów Wielkopolski, która to wykluczyła go z rozgrywek na dłuższy czas.
Ustanowił rekord turnieju Big Ten, notując 5 bloków w spotkaniu z uczelnią Purdue (2007).
W 2009 oraz 2010 roku występował w letniej lidze NBA.
9 lutego 2017 podpisał umowę z francuskim zespołem Jean D'Arc Vichy Clermont Metropole, występującym w lidze Pro B.

## Osiągnięcia
NCAA
- Laureat Big Ten Sportsmanship  Award (2008)[6]
- Współlaureat nagrody Most Improved Award (2007)[3]

Drużynowe
- Zdobywca:
  - Pucharu Polski (2013)
  - Superpucharu Polski (2012)
- Uczestnik rozgrywek Eurocup (2012–2014)

Indywidualne
- Liderzy TBL w skuteczności rzutów z gry (2013)[7]
- Zaliczony do składu All-D-League Honorable Mention (2009)[4]

Reprezentacja
- Brązowy medalista mistrzostw CARICOM (2004)[6]